# Живая мебель
Живая мебель — рассказ Ефима Давыдовича Зозули. Написан в 1919 году.

## Описание сюжета
Господин Икай сидел на спине человека, стоявшего на четвереньках. Это сиденье, а спинка — грудь молодой здоровой женщины, перила кресла — плечи двух девочек-подростков. Все составные части кресла часто чередовались. Их сменяли такого же роста, телосложения и качества люди. Секретарь сообщил, что испортилась спица в левом колесе, его похоронили. Запасных спиц много, начинается просмотр кандидатов. Нанимающийся человек спросил об обязанностях; он должен стоять в большом обруче, растопырив руки и ноги, и вертеться. Человек хочет быть бухгалтером. Узнав, что такой вакансии нет, соглашается на ножку кровати — он и ещё 5 ч-к должны носить кровать Икая по саду.
Икай жалуется: мебель никуда не годится — вчера заболел стул, живые книги ненавидят его, в кабинете испортились обои — они смеются не вовремя. Главный Мебельщик проверяет обои — по хлопку 3000 ч-к начинают улыбаться, по сигналу — грустить. Главный Мебельщик знает о подлинной причине жалоб Икая: его жена изменила ему с какой-то частью карниза из этого же кабинета. В живой библиотеке самый злой из специалистов-врагов издевается над Икаем, говорит про него гадости, говорит: «Вы скоро увидите, можно ли людей превращать в мебель и думать, что это культура.»
Через некоторое время Икай успокоился — специалисты-друзья говорили ему о свойствах введенной им дисциплины, о природе людской, любящей покорность. Но в один из обыкновенных дней возмутились люди, восстали и прозрели. По коридорам, лестницам, комнатам, залам бежали ковры и лампы, диваны и тюфяки, во дворе собрались живые лопаты и молоты. Великий шум разлился по всей земле.

## Отзывы и анализ
Александр Иосифович Дейч в статье «Ефим Зозуля» описывает основу рассказа: это философско-фантастический гротеск, мебель из людей — аллегория, разоблачающая жестокость эксплуататоров. В социально-философских рассказах Зозуля специально отходит от обыденного изображения действительности, прибегает к гиперболе, игре несообразностями, гротеску, «но вместе с тем не перестаёт быть реалистом».